# Klasztor Paulinzella
Klasztor Paulinzella (niem. Kloster Paulinzella) – dawne opactwo benedyktyńskie, założone w dzielnicy Paulinzella Rottenbach w Turyngii (Niemcy).
Ruiny kościoła klasztornego są jedną z najważniejszych budowli romańskich w Niemczech.
W 1622 roku hrabia Carl Günther von Schwarzburg-Rudolstadt (1576–1630) rozpoczął budowę zamku na południowy zachód od kościoła. Z tego założenia, po wyburzeniu bocznych skrzydeł w 1794, pozostał tylko główny budynek (pałac myśliwski) z wejściem w portalu z frontonem (szczytem), zawierającym kartusz z inicjałami GS, zwieńczony koroną książęcą. Portal wybudowano w 1894 w stylu neorenesansu z inicjatywy księcia Günthera Viktora von Schwarzburg-Rudolstadt (1852–1925). 

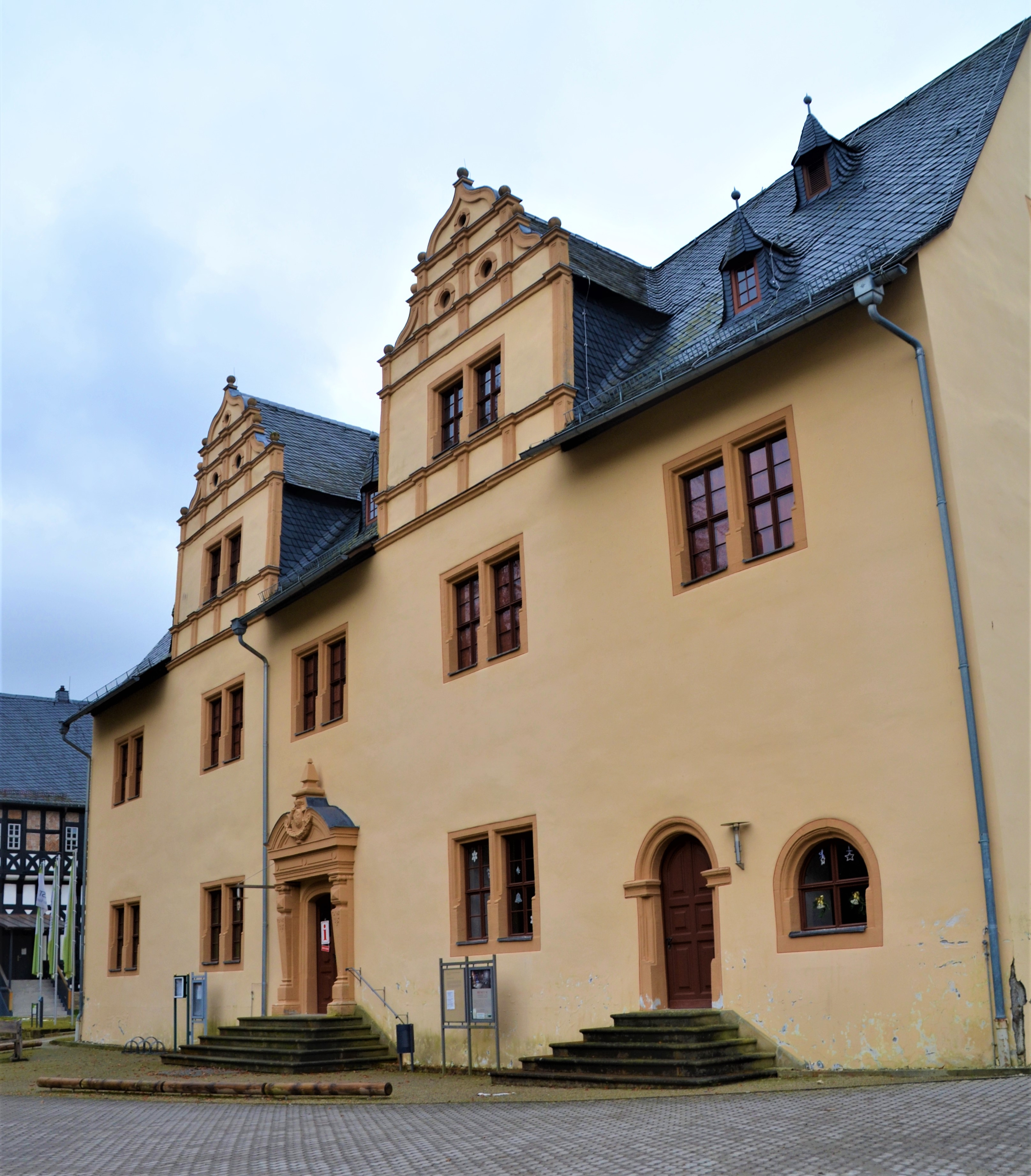
Fronton pałacu
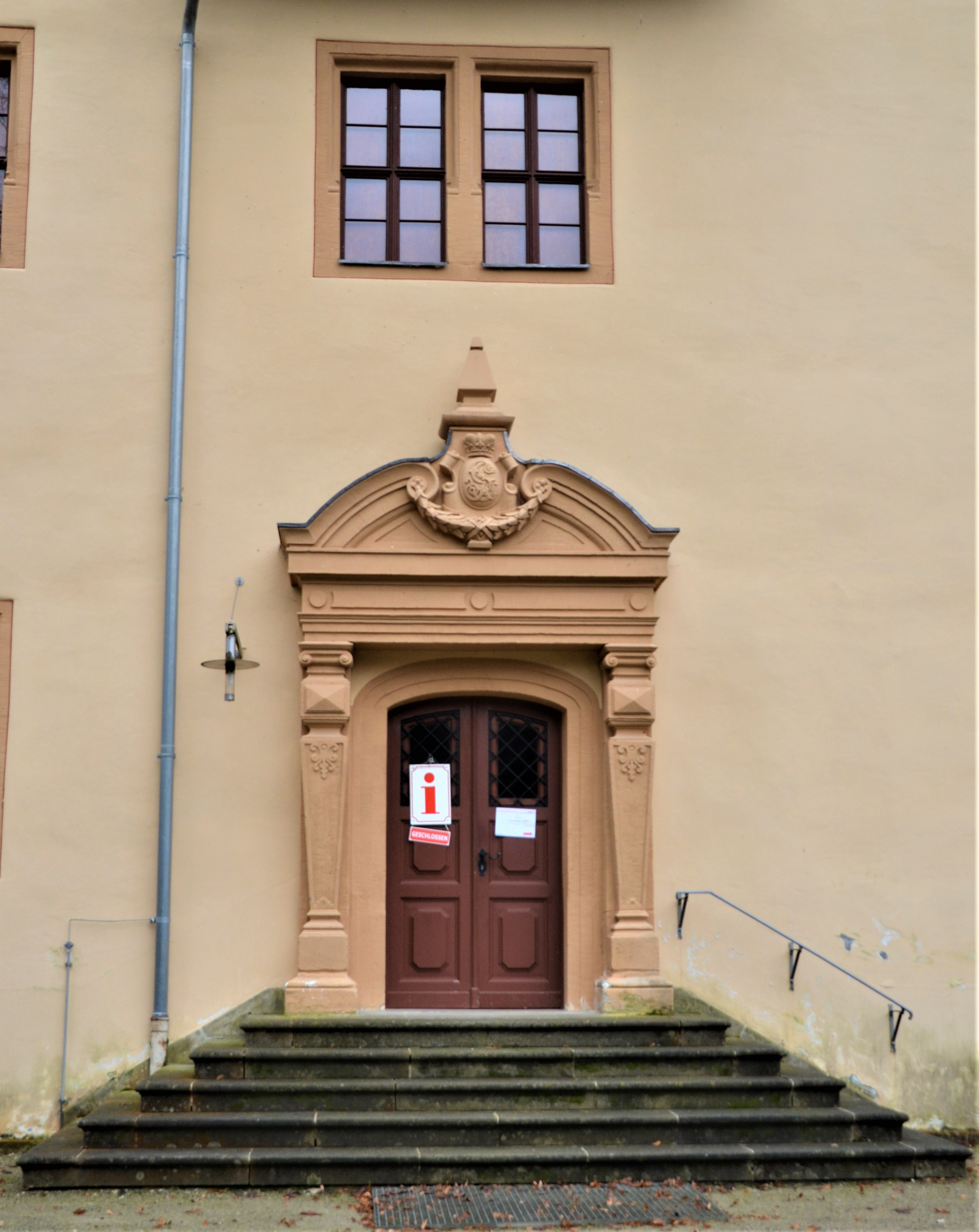
Portal pałacu
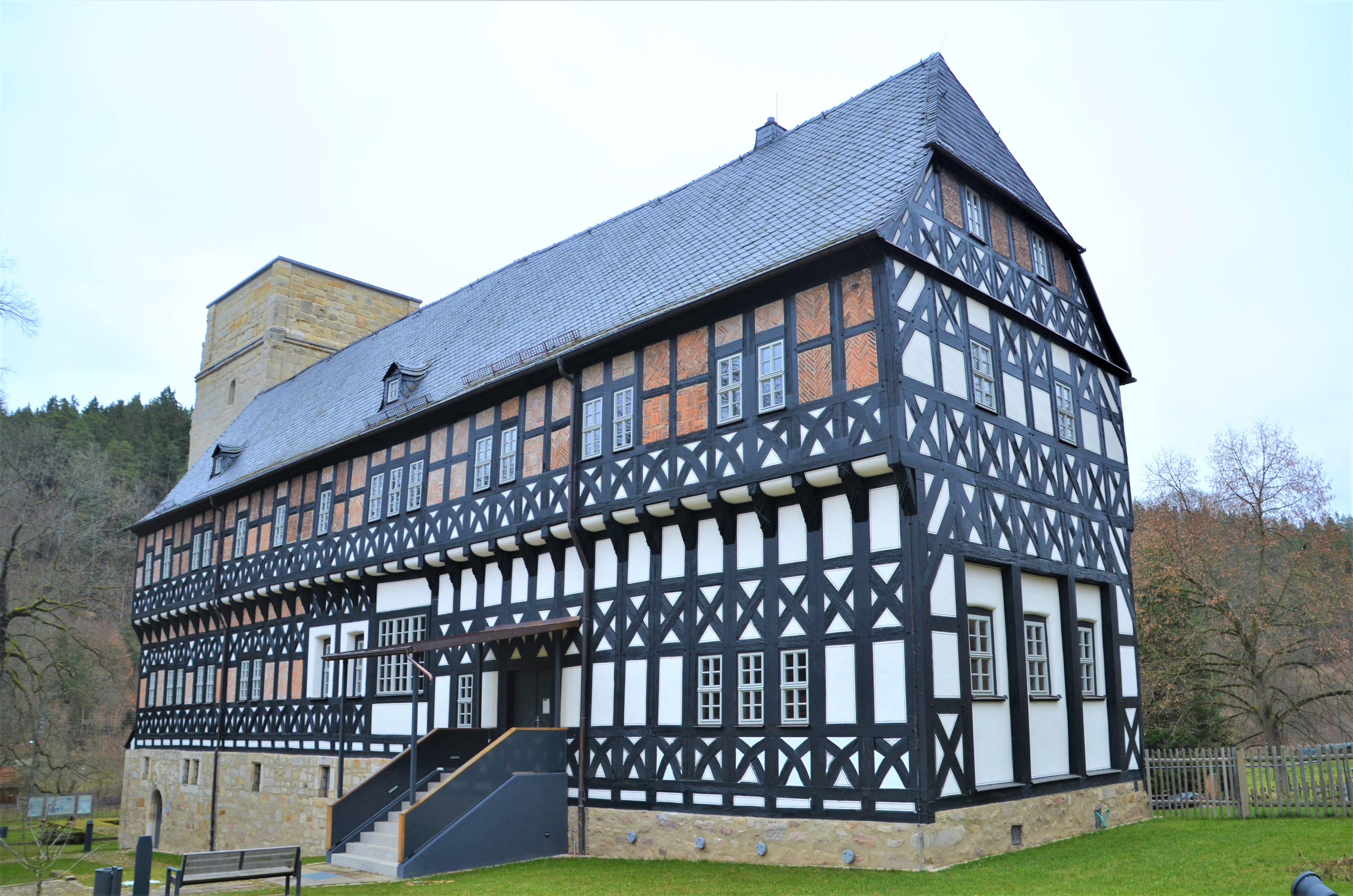
Budynek administracji
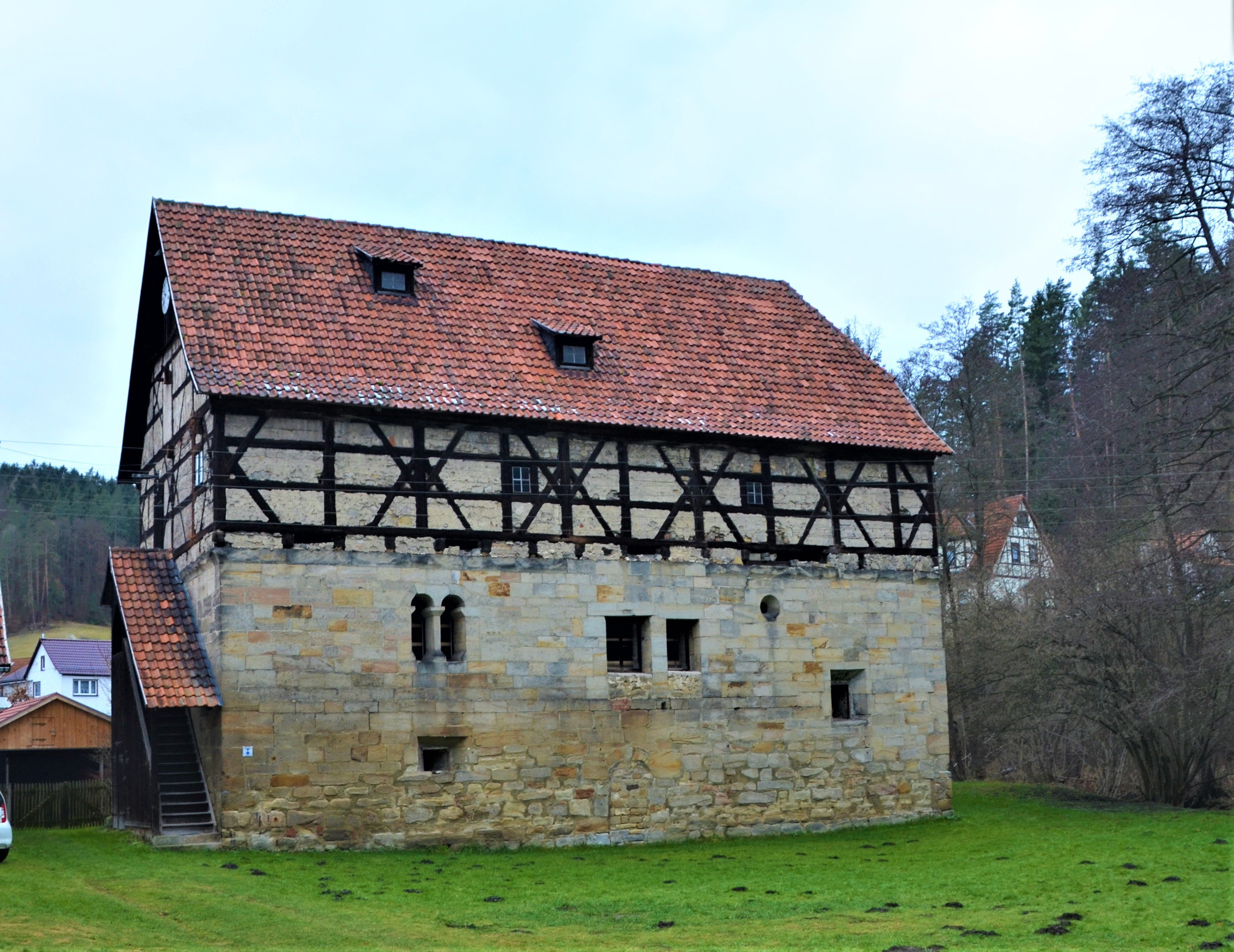
Budynek czynszowy